# Amer Bekić
Amer Bekić (Tuzla, 5 agosto 1992) è un calciatore bosniaco, attaccante del Radnik Hadžići.

## Palmarès

### Club

#### Competizioni nazionali
- Campionato bosniaco: 1

Zrinjski Mostar: 2013-2014